# Oxyde de vanadium(IV)
Pour les articles homonymes, voir Oxyde de vanadium.
Le dioxyde de vanadium ou oxyde de vanadium(IV) est un composé inorganique de formule VO2. C'est un membre de la famille des oxydes de vanadium, constitués d'oxygène et de vanadium. Le dioxyde de vanadium existe sous deux phases principales, une phase isolante à température ambiante et une phase métallique au-delà de ~66 °C,, avec une transition du premier ordre entre ces deux phases. Cette transition, réversible, s'accompagne d'un changement de structure du matériau qui passe d'un système cristallin monoclinique (semi-conducteur) vers un système tétragonal (métallique). Ces transitions des propriétés physiques (IMT ou MIT pour transition métal-isolant) et parallèlement de la structure en font un matériau particulièrement étudié aussi bien d'un point de vue théorique que du point de vue des applications,. La transition peut être induite par d'autres stimuli que la température comme la pression, un champ électrique ou la lumière,.

## Structures cristallines
Le dioxyde de vanadium se rencontre sous différentes structures suivant les conditions de pression, température, s'il est dopé etc. Les deux principales structures du dioxyde de vanadium sont :
- une structure monoclinique (groupe d'espace : P21/c, no  14) pour la phase semi-conductrice à température ambiante ou inférieure (souvent notée « M1 ») ;
- une structure tétragonale rutile (groupe d'espace : P42/mnm, no  136) pour la phase métallique à des températures au-delà de 68 °C (souvent notée « R »).

Toutefois, d'autres phases du dioxyde de vanadium sont décrites dans la littérature scientifique. Notamment, les travaux de Pouget et Launois sur l'effet du dopage au chrome de cet oxyde rapportent l'identification de deux autres phases :
- une phase trigonale (notée « T ») pour de faibles concentrations de chrome ;
- une autre phase monoclinique (notée « M2 ») pour de fortes concentrations de chrome.

D'autres références attribuent la phase, identifiée précédemment comme trigonale, au système monoclinique (phase alors notée « M3 »,).
Il a été aussi montré que l'application d'une contrainte uniaxiale pouvait stabiliser les phases M2 et T dans le cas du dioxyde de vanadium non dopé.

## Propriétés physiques
Les propriétés physiques du dioxyde de vanadium évoluent de façon drastique lors de la transition de phase.

### Propriétés électriques et électroniques
À température ambiante, le VO2 dans la phase M1 est un semi-conducteur de faible conductivité électrique. Dans le cas de films minces, des mesures par effet Hall ont permis à Ruzmetov et al. de déterminer les résultats suivants :
- une résistivité ρ = 100 Ω·cm ;
- des porteurs qui sont majoritairement des électrons avec une densité de l'ordre de 1018 cm−3.

Lorsque la température augmente pour atteindre environ 70 °C, la résistivité chute de 4 à 5 ordres de grandeur. Le VO2 est alors dans son état métallique (phase R) qui présente les caractéristiques suivantes :
- une résistivité ρ = 10−3 Ω cm ;
- des porteurs de type n avec une densité de l'ordre de 1023 cm−3.

La largeur de la bande interdite de la phase semi-conductrice M1 est Eg = 0,6 à 0,7 eV.

### Propriétés optiques
Parallèlement à la transition des propriétés électriques du VO2, l'augmentation de la température au-delà de 70 °C entraine aussi un fort changement de ses propriétés optiques : on parle de matériau thermochrome. L'étendue de la modification de ses propriétés est plus importante dans le domaine du proche infrarouge (IR). Ainsi, dans l'IR, le matériau passe d'un comportement transparent dans son état semi-conducteur (phase M1) à un état absorbant et réfléchissant lorsqu'il devient métallique (phase R).
Des mesures par ellipsométrie spectroscopique permettent de déterminer l'indice de réfraction n et le coefficient d'extinction k pour l'état semi-conducteur et métallique.
Ainsi, d'après les travaux de H. Kakiuchida et al., à une longueur d'onde de 1 μm :
- l'indice de réfraction n varie de 1,7 à 3,2 pour une température variant de 25 à 120 °C ;
- le coefficient d'extinction k varie de 0,5 à 1,5 pour la même plage de température.

### Propriétés mécaniques

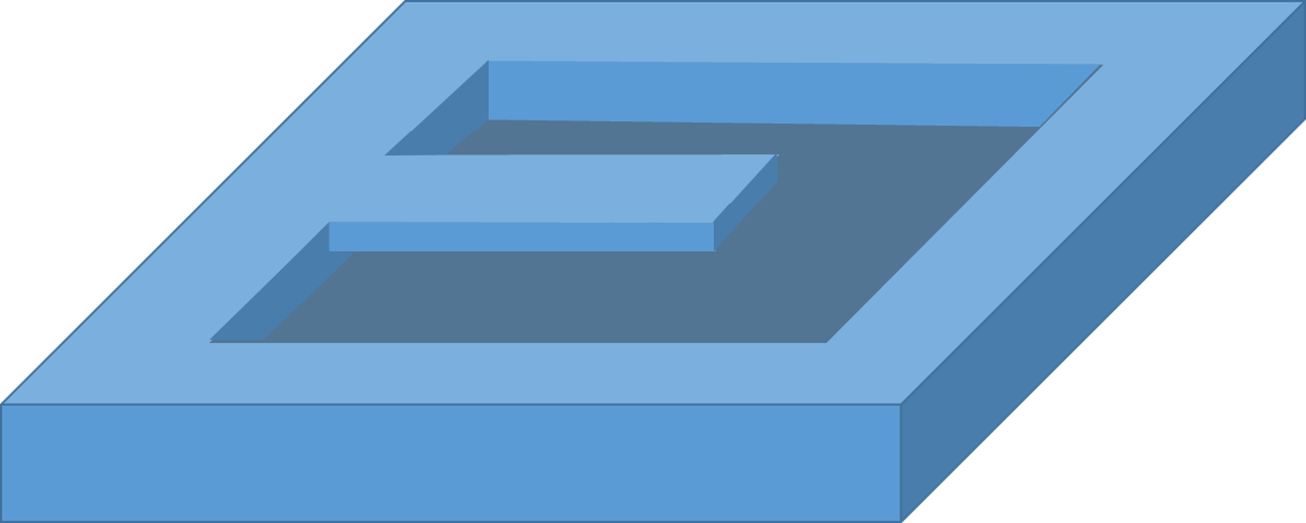
Schéma d'un cantilever.

Des mesures de fréquences de résonance de cantilever de silicium recouvert d'un film mince de VO2 ont permis d'estimer le module de Young de la phase M1 suivant les plans (011), E=120 GPa. La déformation du cantilever rend la mesure du module d'élasticité de la phase métallique R impossible dans cette configuration.
Toujours sur des films minces de VO2, l'utilisation de la nanoindentation permet d'obtenir des valeurs de module d'élasticité comprises entre 120 et 140 GPa ainsi qu'une dureté d'environ 14 GPa.

## Transition isolant-métal
Bien que la question du mécanisme derrière la MIT du dioxyde de vanadium ait été soulevée depuis de nombreuses décennies, il s'agit encore d'un sujet de débats entre les scientifiques. Deux mécanismes s'affrontent : d'un côté la description de Peierls (interactions électron-phonon) et de l'autre, celle de Mott-Hubbard (électrons fortement corrélés).
Dans la description de Peierls, c'est le changement de structure cristalline qui est le « chef d'orchestre » de la transition MIT. Le passage de la structure tétragonale (R) à la structure monoclinique (M1) entraine l'ouverture d'un gap qui explique la transition vers un état isolant.
Dans la description de Mott, ce sont les interactions coulombiennes entre électrons qui sont responsables de la nature isolante de la phase M1 du VO2. Dans ce modèle, la transition structurale ne fait que suivre la transition électronique, elle ne l'induit pas.
Régulièrement, des arguments en faveur de l'un ou de l'autre modèle sont avancés pour infirmer ou confirmer l'un ou l'autre modèle (vitesse de commutation en faveur d'une transition de Mott, distorsion structurelle brisant l'appariement des ions vanadium pour un mécanisme de Peierls, etc.) mais aucun consensus n'est actuellement atteint dans la communauté scientifique.

## Synthèse

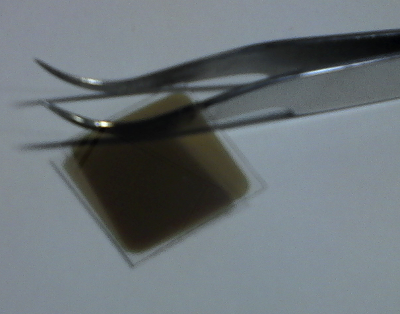
Film mince de VO_{2} sur saphir.

L'essentiel des applications du dioxyde de vanadium nécessitent de le synthétiser sous la forme de films minces mais on trouve mention de formes plus originales de ce matériau pour la recherche dans le domaine des nanotechnologies : les nanoparticules et les nanofils.

### Synthèse de films minces
Les principales techniques de dépôt de couches minces de VO2 peuvent être séparées en deux catégories : les procédés chimiques et les procédés physiques.

#### Procédés chimiques
- Procédé sol-gel : la première étape consiste généralement à synthétiser un film de V2O5 en utilisant des précurseurs du type alcoxydes métalliques tel que l'isoproxyde de vanadium VO(OC3H7)3 puis à réaliser un recuit sous atmosphère réductrice ou sous faible pression de dioxygène[28].
- Le dépôt chimique en phase vapeur (CVD) permet de déposer des films minces épitaxiés sur des substrats de saphir (CVD à basse pression)[29] ou des films minces polycristallins à pression atmosphérique[30]

#### Procédés physiques
- Dépôt par ablation laser impulsionnel (PLD) : la technique permet d'obtenir des films minces épitaxiés sur différents substrats monocristallins (saphir, TiO2[31], etc.). La synthèse peut être réalisée à partir d'une cible de vanadium métallique[32] ou d'une cible céramique de V2O5[33] sous faible pression de dioxygène.
- Les pulvérisations utilisant des décharges DC[34], RF[35] sont utilisées pour réaliser des couches minces de VO2. Généralement, la cible utilisée est constituée de vanadium métallique et le mélange gazeux est un mélange d'argon et d'oxygène.
- Évaporation par faisceau d'électrons : un faisceau d'électrons irradie une cible de vanadium métallique et entraine son évaporation. La synthèse se fait sous atmosphère réactive de dioxygène et à des températures du substrat comprises entre 500 et 600 °C[36]. Cette technique permet de déposer des films épitaxiés sur des substrats de saphir C[37].

### Synthèse de nanoparticules
- Par croissance en îlots : suivant le type de substrat utilisé et les conditions de synthèse, la croissance du VO2 s'observe sous la forme d'îlots nanométriques. On parle de croissance de type Volmer-Weber. Si la croissance est arrêtée avant percolation des îlots, il est possible d'obtenir des nanoparticules isolées les unes des autres sur un substrat. Cette technique est décrite par J.Y. Suh et al.[38], les nanoparticules de VO2 étant synthétisées par ablation laser sur un substrat de silicium. La synthèse est suivie d'un recuit pour obtenir la bonne stœchiométrie pour les nanoparticules.
- Lithographie par faisceau d'électrons : cette technique permet de réaliser des réseaux réguliers de nanoparticules de VO2. Grâce à la résolution nanométrique de la lithographie électronique et en utilisant une résine sacrificielle (technique dite du « lift-off »), R. Lopez et al. ont, à partir d'un film mince d'oxyde de vanadium, construit un réseau de nanoparticules de taille choisie[39].
- Synthèse par co-implantation d'ions vanadium et oxygène dans un substrat : après recuit sous atmosphère d'argon entre 700 °C et 1 000 °C, les ions implantés précipitent sous forme de nanoparticules de VO2 dans du saphir[40] ou dans de la silice pure[41].

### Synthèse de nanofils

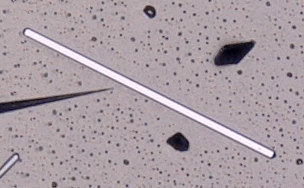
Nanofil de VO_{2}.

Les techniques les plus couramment utilisées pour la synthèse de nanofils de VO2 sont :
- la technique de croissance VS (pour Vapeur-Solide) ou, dans le cas de l'utilisation d'un catalyseur métallique, de la méthode VLS (pour Vapeur-Liquide-Solide). Dans ce cas, un creuset contenant de la poudre de VO2[42] ou de V2O5[43] est placé au centre d'un four atteignant une température d'environ 1 000 °C et sous flux de gaz inerte (typiquement de l'argon ou d'hélium). Le flux de gaz entraine les espèces évaporées qui viennent se condenser sous la forme de nanofils sur des substrats (silicium, saphir, etc.) placés à quelques centimètres du creuset. La présence de nano gouttelettes de V2O5 durant la synthèse favoriserait la nucléation et la croissance des nanofils de VO2[44] ;
- la synthèse hydrothermale pour laquelle différentes approches sont décrites dans la littérature. L'addition d'hydrazine et de soude à une solution contenant des ions VO2− entraine la précipitation des ions sous la forme de nano- ou microcristaux. Selon les conditions de synthèse (pH, température, concentration de NaOH, etc.), il est alors possible de contrôler la forme et la taille des nanocristaux obtenus : étoiles, nanofils à section hexagonale, etc.[45]. Une autre stratégie, utilisée par G.A. Horrocks et al.[46], consiste à passer par une étape de synthèse hydrothermale de nanofils de V3O7·H2O par exfoliation et réduction de poudre de V2O5 par l'acide oxalique dihydratée. Pour obtenir des nanofils de VO2, une seconde étape de réduction par un procédé hydrothermal est alors nécessaire suivi d'un recuit à 450 °C sous argon.

## Applications

### Fenêtres intelligentes

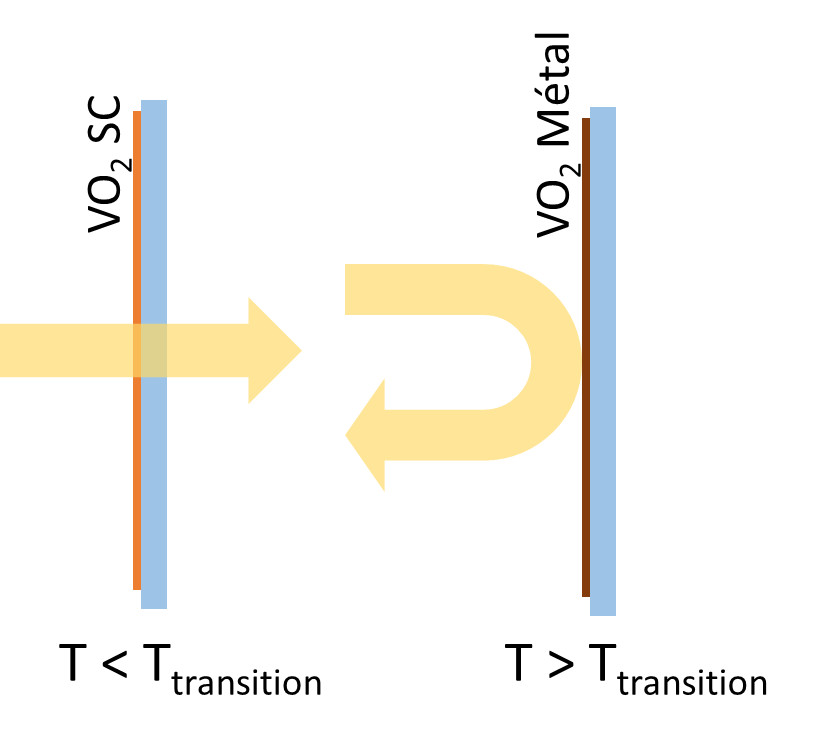
Schéma du principe d'une fenêtre « intelligente ».

Comme précédemment mentionné dans la description des propriétés du VO2, le matériau est transparent dans l'infra-rouge tant que sa température est inférieure à sa température de transition (TIMT) et devient fortement réfléchissant au-delà de cette température.
Ainsi une simple couche mince de VO2 sur une vitre permet, de façon passive, de réguler le flux de chaleur qui la traverse : si la pièce est froide, la vitre est à basse température donc le revêtement de VO2 est dans son état semi-conducteur transparent : le rayonnement solaire traverse la fenêtre. Si la température atteinte dépasse la température de transition TIMT du VO2, celui-ci passe dans son état métallique et réfléchit le rayonnement solaire vers l'extérieur, limitant le flux de chaleur entrant.
Un tel traitement de surface sur les parois de verre d'un bâtiment, par exemple, présente un réel intérêt du point de vue de l'économie d'énergie.
Deux éléments sont particulièrement importants pour cette application :
- le contrôle de la température de transition du VO2. Dans l'idéal, la température de transition doit coïncider avec la température de confort à l'intérieur de la pièce. Un travail important est mené pour modifier la température de transition et la rapprocher de la température ambiante en faisant varier les paramètres de synthèse ou par dopage de l'oxyde par du tungstène[48] ;
- l'utilisation de procédé bas coût et permettant de déposer des films de VO2 sur de grandes surfaces (APCVD, procédés sol-gel[49], etc.).

### Composants accordables dans le domaine des radio-fréquences

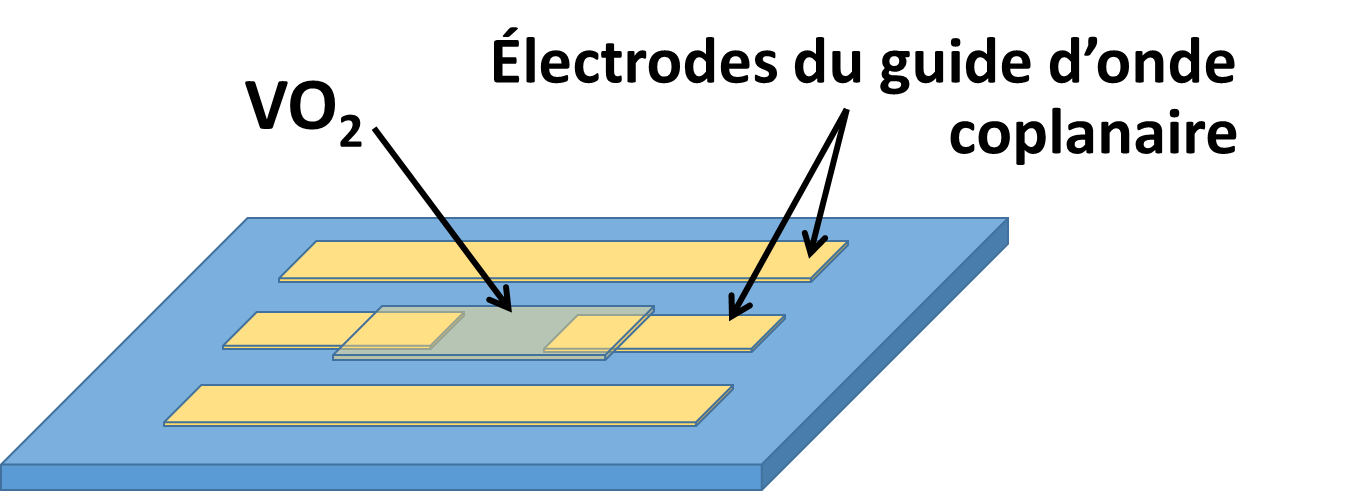
Schéma d'un commutateur série.

La forte variation de résistivité (jusqu'à cinq ordres de grandeur) entre l'état semi-conducteur et l'état métallique permet d'utiliser le VO2 en couche mince pour réaliser des interrupteurs. Dans le cas d'un signal radio-fréquence (RF), qui nécessite l'utilisation d'un guide d'ondes adapté à sa propagation, deux configurations de commutateur sont possibles :
- une configuration série où la ligne de transmission est coupée par un motif de VO2 ;
- une configuration série où la ligne de transmission est reliée à la ligne de masse par le film de VO2.

Les logiques de fonctionnement des deux configurations sont inverses car dans le premier cas (configuration série), le dispositif est passant lorsque le VO2 est dans son état métallique, alors que pour le second (configuration parallèle), lorsque le VO2 est métallique, la ligne de transmission est reliée à la masse et le signal est interrompu. Il a été montré que ce type de composant présente, par activation thermique, d’excellentes caractéristiques d’isolation, au-delà de 30 à 40 dB d'isolation du signal RF (entre 500 MHz et 35 GHz). Toutefois, le recours à l'activation thermique pour contrôler l'état du dispositif présente peu d’intérêts applicatifs dans le domaine des RF. L'activation électrique semble une voie plus prometteuse quant à l'utilisation de ces dispositifs. Ce mode d'activation présente un autre avantage, sa rapidité. En effet, J. Leroy et al. rapportent un temps de commutation de 4,5 ns.

### Méta-matériaux dans le domaine des térahertz
Le développement intense des télécommunications a réduit considérablement le spectre de fréquences libres à l'utilisation. La bande de fréquence du térahertz (THz), territoire encore vierge, présente pour cela une grande attractivité. Toutefois cette attractivité se heurte à la grande difficulté pour fabriquer des dispositifs de génération, de détection et de transmission dans ce domaine, la technologie développée à partir des semi-conducteurs étant inefficace à ces fréquences. Cet écueil a conduit à ce que le développement technologique se poursuive en dehors de ce domaine, phénomène connu sous le terme de « gap térahertz ».
Une recherche importante est menée pour combler ce fossé notamment autour des métamatériaux et en particulier sur les métamatériaux reconfigurables permettant la réalisation de filtres accordables par exemple. Cette accordabilité peut être obtenue par des MEMS (pour Microelectromechanical systems), des matériaux ferroélectriques ou des matériaux à transition de phase comme le dioxyde de vanadium.

### Autres applications
D'autres applications du VO2 sont évoquées dans la littérature :
- comme couche active dans les bolomètres[59],[60] ;
- comme électrode dans les batteries au lithium[61] ;
- comme régulateur thermique dans l'espace grâce à la possibilité de contrôler son émissivité[62].